# Piaranthus barrydalensis
Piaranthus barrydalensis är en oleanderväxtart som beskrevs av U. Meve. Piaranthus barrydalensis ingår i släktet Piaranthus och familjen oleanderväxter. Inga underarter finns listade i Catalogue of Life.